# Jan Blicharz
Jan Blicharz (ur. 8 grudnia 1942 w Jacawie, zm. 6 lutego 2011 w Krakowie) – działacz opozycyjny, w latach 1969–1995 pracował jako ślusarz narzędziowy (mistrz) w prototypowni Krakowskich Zakładów Armatur (KZA).

## Życiorys
W sierpniu 1980 współorganizował strajk – wybrano go do Komitetu Strajkowego, a we wrześniu 1980 do Komitetu Założycielskiego w KZA. Od grudnia 1980 pełnił funkcję przewodniczącego Komisji Zakładowej. Jako delegat brał udział 10–12 lipca 1981 w I Walnym Zebraniu Delegatów Regionu Małopolska, kandydował na przewodniczącego, wszedł w skład Zarządu Regionu. Po wprowadzeniu w Polsce stanu wojennego współorganizował 14 grudnia 1981 strajk w KZA (po aresztowaniu na terenie zakładu przewodniczącego Komisji Rewizyjnej Solidarności w KZA K. Jarzmika). 15 grudnia zatrzymano go podczas pacyfikacji i internowano. 28 stycznia 1982 w trybie doraźnym został skazany przez Sąd Wojewódzki w Krakowie na półtora roku pozbawienia wolności w zawieszeniu na dwa lata. W 1985 uczestniczył w głodówce rotacyjnej w kościele przy parafii Narodzenia Najświętszej Maryi Panny w Krakowie-Bieżanowie. W latach 1989–1995 ponownie pełnił funkcję przewodniczącego Komisji Zakładowej w KZA.